# NGC 1617
NGC 1617 est une galaxie spirale barrée située dans la constellation de la Dorade. NGC 1617 a été découverte par l'astronome écossais James Dunlop en 1826.

## Caractéristiques
La classe de luminosité de NGC 1617 est I.

### Distance
Sa vitesse par rapport au fond diffus cosmologique est de 1 068 ± 19 km/s, ce qui correspond à une distance de Hubble de 15,8 ± 1,1 Mpc (∼51,5 millions d'al).
À ce jour, une mesure non basée sur le décalage vers le rouge (redshift) donne une distance d'environ 13,400 Mpc (∼43,7 millions d'al). Cette valeur est légèrement à l'extérieur des valeurs de la distance de Hubble. Notons cependant que c'est avec la valeur moyenne des mesures indépendantes, lorsqu'elles existent, que la base de données NASA/IPAC calcule le diamètre d'une galaxie et qu'en conséquence le diamètre de NGC 1617 pourrait être d'environ 31,2 kpc (∼102 000 al) si on utilisait la distance de Hubble pour le calculer.

### Morphologie

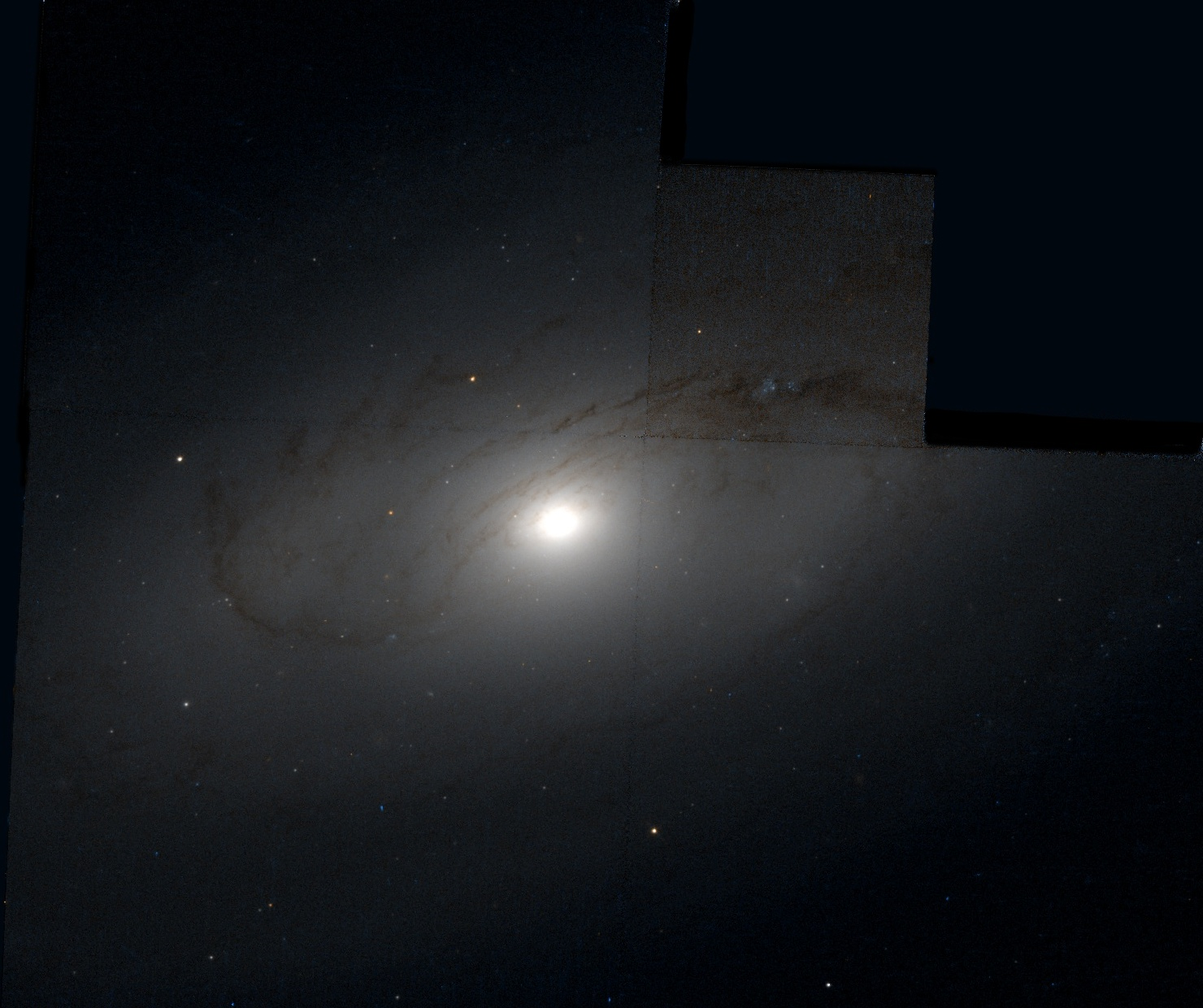
NGC 1617 par le télescope spatial Hubble.

NGC 1617 a été utilisée par Gérard de Vaucouleurs comme une galaxie de type morphologique (R')SAB(rs)a dans son atlas des galaxies,.
Eskridge, Frogel et Pogge ont publié un article en 2002 décrivant la morphologie de 205 galaxies spirales ou lenticulaires rapprochées. Les observations ont été réalisées dans la bande H de l'infrarouge et dans la bande B (le bleu). Selon Eskridge et ses collègues, NGC 1617 est de type Sa dans la bande B et (R)SAB0/a dans la bande H. NGC 1617. Le noyau de la galaxie est ponctuel et brillant. Le bulbe est légèrement elliptique et une faible barre le traverse. Des caractéristiques spirales trapues émergent du bulbe, mais s'estompent rapidement dans l'émission globale du disque qui est quelque peu asymétrique. L'angle de position du grand axe est à environ 100° à l'est du nord. Le disque, très lisse et sans nœuds de formation d'étoiles, est légèrement moins étendu vers le nord que vers le sud. Le disque se termine brusquement au niveau d'un anneau extérieur.

## Groupe de NGC 1566 et groupe de la Dorade
Selon une étude publiée en 2005 par Kilborn et al., NGC 1617 fait partie du groupe de NGC 1566. Ce groupe comprend au moins 23 autres galaxies dont IC 2049, NGC 1536, NGC 1543, IC 2038, NGC 1546, IC 2058, IC 2032, NGC 1566, NGC 1596, NGC 1602, NGC 1515, NGC 1522, IC 2085, NGC 1549, NGC 1553, NGC 1574, NGC 1581. Le groupe de NGC 1566 fait partie d'un groupe plus vaste, le groupe de la Dorade.